# Konsulat Generalny Chińskiej Republiki Ludowej w Gdańsku

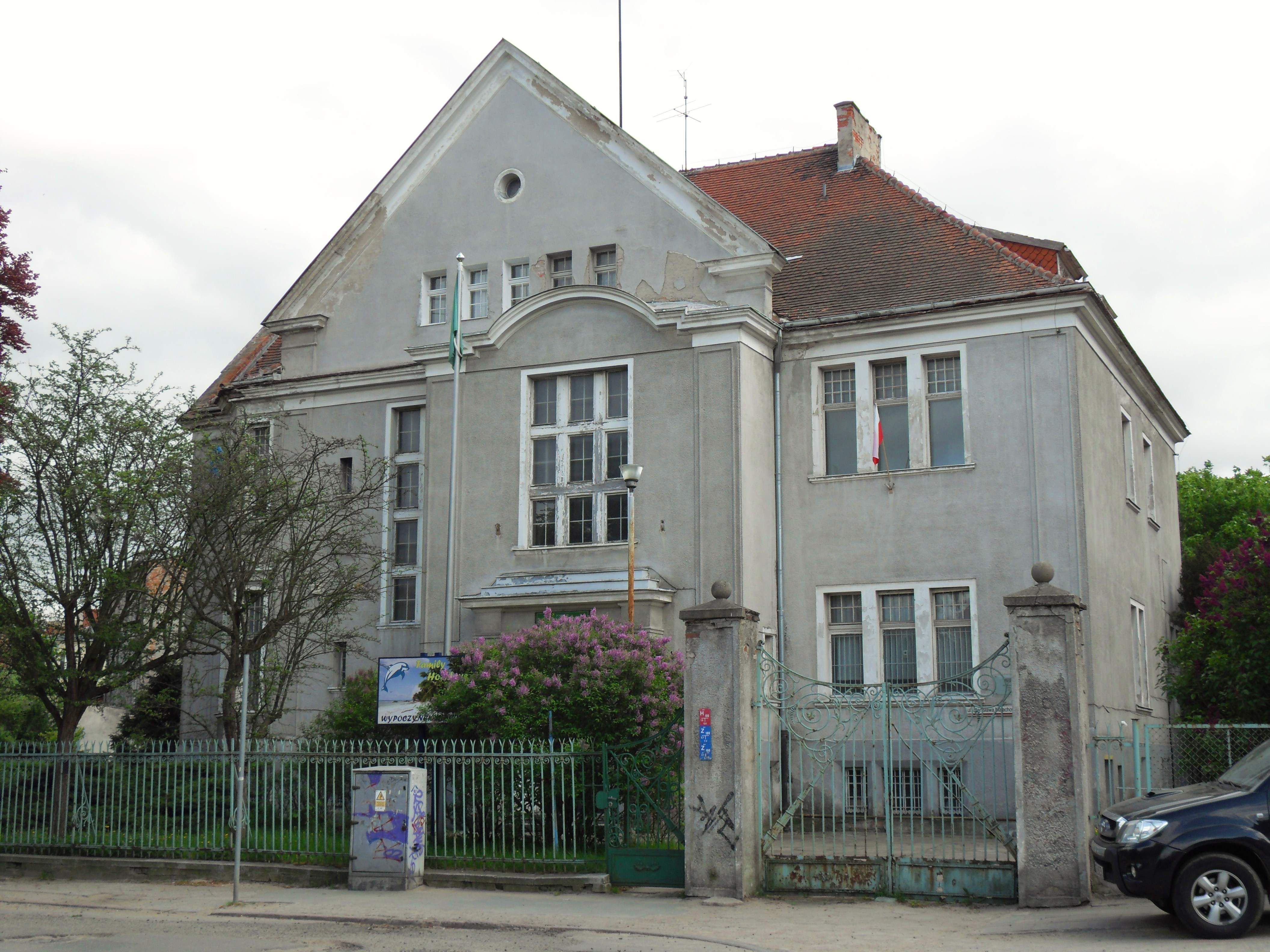
b. siedziba Konsulatu ChRL w Gdańsku przy ul. Małachowskiego 1 (1959-1962)

Konsulat Generalny Chińskiej Republiki Ludowej w Gdańsku (chiń. 中人民共和国驻格但斯克总领事馆) – chińska placówka konsularna mieszcząca się przy al. Grunwaldzkiej 1 w Gdańsku.
Okręg konsularny Konsulatu Generalnego ChRL w Gdańsku obejmuje województwa:
- kujawsko-pomorskie
- pomorskie
- warmińsko-mazurskie
- zachodniopomorskie

## Kierownicy konsulatu[4]
- 1958-1960 - Song Shi
- 1960-1962 - Cui Dingyuan
- -1965 - Zhu Yongshen
- 1965-1967 - Chen Dong
- od 1971 - Li Juqing
- 1978-1979 - Cui Gengsheng
- 1980-1982 - Guo Jin
- 1983-1985 - Luo Yisu
- 1985-1987 - Wang Ganghua
- 1987-1992 - Chen Shize
- 1992-1995 - Jing Zhicheng
- 1995-1997 - Zhu Yongsheng
- 1997-1999 - Zhu Heling
- 2000-2001 - Tian Changchun
- 2007-2012 - Xiang Zaosheng
- 2012-2016 - Liu Yuanyuan
- 2016-2020 - Zhao Xiuzhen
- od 2020 - Fan Xiaodong

## Siedziba
W Trójmieście konsulat ChRL funkcjonuje od 1954, początkowo w Gdyni, a od 1958 w Gdańsku - w willi Mackensena z 1910 przy ul. Małachowskiego 1 (1959-1962), m.in. wcześniej rezydencja konsula generalnego III Rzeszy (1937-1938), następnie w willi z ok. 1900 w al. Grunwaldzkiej 1 (1967-), zajmowanej wcześniej m.in. przez Konsulat Generalny Stanów Zjednoczonych Ameryki (1947-1954).